# Hayato Asakawa
Hayato Asakawa (japanisch 浅川 隼人 Asakawa Hayato; * 10. Mai 1995 in der Präfektur Chiba) ist ein japanischer Fußballspieler.

## Karriere
Asakawa erlernte das Fußballspielen in der Schulmannschaft der Yachiyo High School und der Universitätsmannschaft der Toin University of Yokohama. Seinen ersten Vertrag unterschrieb er 2018 beim YSCC Yokohama. Der Verein aus Yokohama spielte in der dritthöchsten Liga des Landes, der J3 League. Für den Verein absolvierte er 32 Ligaspiele. 2020 wechselte er zum Ligakonkurrenten Roasso Kumamoto. 2021 feierte er mit Kumamoto die Meisterschaft der dritten Liga und den Aufstieg in die zweite Liga. Für den Aufsteiger absolvierte er 48 Ligaspiele. Dabei schoss er 15 Tore. Nach dem Aufstieg verließ er den Verein und schloss sich dem Viertligisten Nara Club an. Am Ende der Saison feierte er mit Nara die Meisterschaft und den Aufstieg in die dritte Liga. Mit 16 Toren wurde er Torschützenkönig der Liga.

## Erfolge
Roasso Kumamoto
- Japanischer Drittligameister: 2021  ▲

Nara Club
- Japanischer Viertligameister: 2022  ▲

## Auszeichnungen
Japan Football League
- Torschützenkönig 2022